# دنکلینگن
دنکلینگن (به آلمانی: Denklingen) یک شهر در آلمان است که در بایرن واقع شده‌است.

## خصوصیات
دنکلینگن ۵۶٫۷۶ کیلومترمربع مساحت دارد ۷۰۸ متر بالاتر از سطح دریا واقع شده‌است.